# Estola flavobasalis
Estola flavobasalis là một loài bọ cánh cứng trong họ Cerambycidae.